# Beaver (gruppo musicale)
I Beaver sono un gruppo musicale olandese di genere stoner rock.
In attività dal 1995 al 2000 circa, sono divenuti abbastanza conosciuti nel circuito mondiale del loro genere musicale soprattutto per aver partecipato nel 1998 ad uno split con i Queens of the Stone Age.

## Discografia

### 13eaver(1995)
1. Piece of Mind
2. Drown
3. Dolphinity
4. Centaur
5. This Room
6. Decisions in Time
7. One Eye is King
8. Ripe Fruit
9. Snakes & Ladders
10. Deep Hibernation
11. Miss Interpreter

### The Difference Engine(1997)
1. On Parade
2. Enter the treasury
3. The reaper
4. Magic 7
5. Friendly Planet
6. Green
7. Surrender
8. Supernova
9. A premonition
10. Infinity's Blacksmith

### Queens of the Stone Age Split(1998)
1. The Bronze (Q.O.T.S.A.)
2. These Aren't The Droids You're Looking For (Q.O.T.S.A.)
3. Absence (Beaver)
4. Morrocco (Beaver)

### Lodge EP(1999)
1. Static
2. Tarmac
3. Repossessed
4. Interstate
5. I Reckon

### Mobile(1999)
1. Private Stash
2. At the mirror palace
3. End Of A Rope
4. Circumnavigation
5. Liberator
6. 9 Lives
7. Immaterialized
8. Hour Glass